# شهرستان روبسون
شهرستان روبسون (به انگلیسی: Robeson County) یک منطقهٔ مسکونی در ایالات متحده آمریکا است که در کارولینای شمالی واقع شده‌است. شهرستان روبسون ۲٬۴۶۳٫۰۹ کیلومتر مربع مساحت دارد.